# 紅蓼
红蓼（学名：Persicaria orientalis），为蓼科蓼屬一年生草本植物。别名荭草、大红蓼、大毛蓼、游龙、狗尾巴花。其种加词“orientalis”意为“东方的”。

## 特征
成株茎高1～2m，直立，分枝，有节，被密毛。叶片宽卵形或卵形，全缘，两面疏生长毛，叶脉上常较密，有长柄，托叶鞘筒状。花序穗状，顶生或腋生，粉红或玫瑰红色。瘦果扁圆形，种子扁宽卵形，红褐色或黑褐色，顶端微尖，种皮薄。适应性很强，喜在水旁湿地生产。
红蓼具有药用、观赏、芽菜之用途。

## 用途
- 药用: 茎叶入药名称为荭草，果实成熟入药称为水红花子。果实有清热明目、健脾消食、化淤解散、利水通经的功效。
- 芽菜: 每100克鲜菜含蛋白质1.21克，脂肪0.80克，粗纤维2.59克，无氮浸出物7.42克。
- 观赏: 因其生长迅速、高大茂盛，叶绿、且花密红艳，适应性强，适于观赏，故适宜做观赏植物。

## 分布及习性
原产中国、澳大利亚。喜温暖湿润的环境，喜光照充足；宜植于肥沃、湿润之地，也耐瘠薄，适应性强。

## 相关诗词
- 唐杜牧《歙州卢中丞见惠名酝》诗：“犹念悲秋更分赐，夹溪红蓼映风蒲。”
- 明张四维《双烈记·计定》：“秋到润州江上，红蓼黄芦白浪。”
- 清杨芳灿《满江红·芦花》词：“红蓼滩头秋已老，丹枫渚畔天初暝。”
- 元[白樸]《沈醉東風·漁父詞》："黃蘆岸白蘋渡口，綠楊堤紅蓼灘頭。"

## 外部連結
- 紅蓼 Hongliao （页面存档备份，存于） 藥用植物圖像數據庫 (香港浸會大學中醫藥學院) （中文）（英文）
- 水紅花子 中藥材圖像數據庫  (香港浸會大學中醫藥學院) （中文）（英文）
- 紫杉葉素 Taxifolin （页面存档备份，存于） 中草藥化學圖像數據庫 (香港浸會大學中醫藥學院) （中文）（英文）
- 紅蓼的图片[]